# Finská hymna

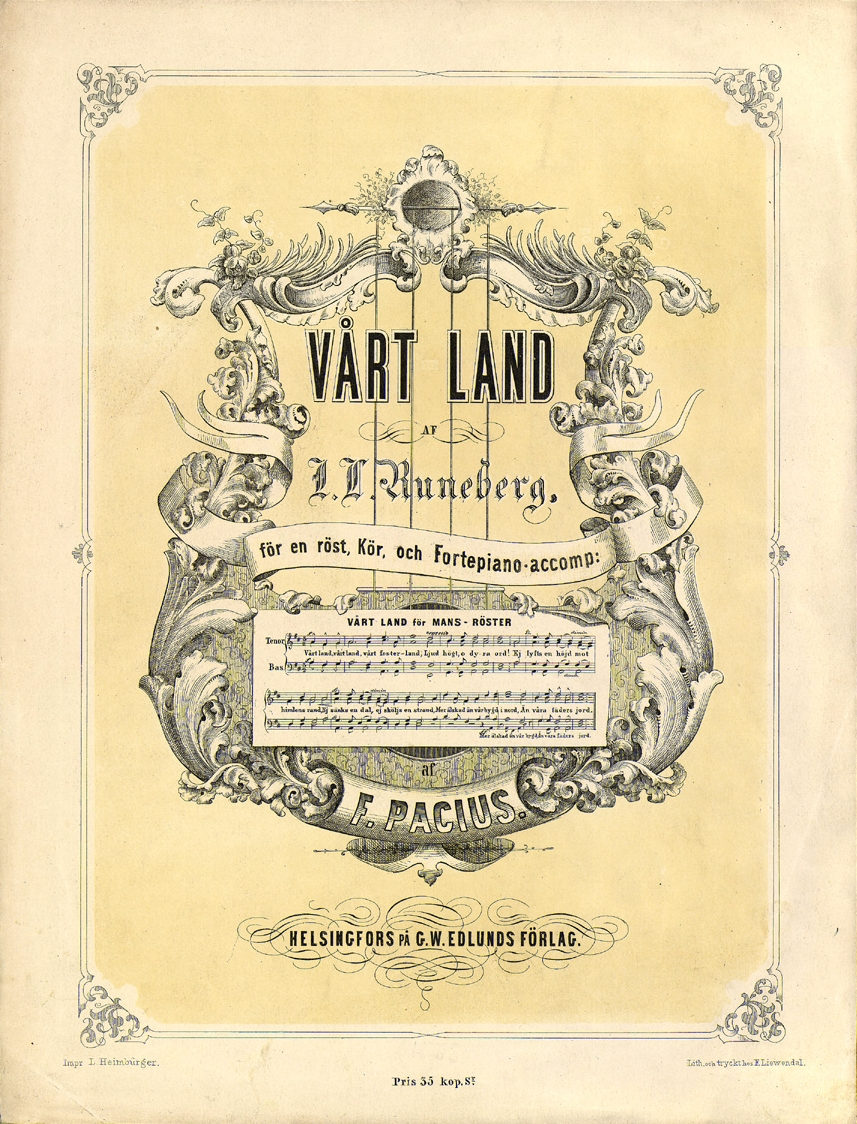
Vårt land

Hymna Finska je píseň, která má dvě jazykové verze, Maamme (finsky) a Vårt land (švédsky) (česky Má vlast).
Původní text hymny byl napsán švédsky J. L. Runebergem, který je Finy považován za národního básníka. V tisku byl text uveřejněn v roce 1846 jako báseň předcházející sbírku 35 povídek o hrdinech z dob války proti Rusku (1808–1809). Soudí se, že báseň byla inspirována „druhou” maďarskou hymnou Szózat autora Mihálye Vörösmartyho z roku 1836. Obliba básně vzrostla, když ji o dva roky později Paavo Cajander přeložil do finštiny. Skladba s hudbou Němce Fredrika Pacia byla poprvé veřejně předvedena 13. května 1848 během slavností v Gumtaktu[ujasnit]. Na stejnou melodii vznikla později i estonská hymna.
Někteří hudební kritici upozorňují, že hudba sama není nijak zvlášť hudebně kvalitní a jedná se vlastně jen o přepracování staré německé pijácké písně. Podobně je terčem kritiky i fakt, že Pacius byl Němec a slova byla Runebergem napsána nejprve švédsky. Také fakt, že za svou považují píseň i Estonci, vedl v minulosti k návrhům, aby se finskou hymnou stala Sibeliova Finlandia. K ní slova napsal na sklonku 30. let 20. století básník Veikko Antero Koskenniemi.
Není bez zajímavosti, že píseň Maamme není oficiálně potvrzenou finskou hymnou, jako hymna se používá pouze jako tradice.

## Text a český překlad
| Vårt land Vårt land, vårt land, vårt fosterland, ljud högt, o dyra ord! Ej lyfts en höjd mot himlens rand, ej sänks en dal, ej sköljs en strand, mer älskad än vår bygd i nord, än våra fäders jord! Din blomning, sluten än i knopp, Skall mogna ur sitt tvång; Se, ur vår kärlek skall gå opp Ditt ljus, din glans, din fröjd, ditt hopp. Och högre klinga skall en gång Vår fosterländska sång. | Má země (překlad švédské verze) Má země, má země, má vlasti krásně zní tvé jméno Žádné hory nebes se dotýkající, žádná skrytá údolí, žádné vlnami omývané pláže nejsou tak milované, jako náš sever naše země předků! Květ tvůj dlouho byl poupětem, nyní dozrálý může vyrazit Hle, naší láskou vyrůstá jeho lesk, radost, naděje, nadšení A jasnější nastanou časy tu píseň nechť zpívá naše země. |

| Maamme Oi maamme, Suomi, synnyinmaa, soi, sana kultainen! Ei laaksoa, ei kukkulaa, ei vettä rantaa rakkaampaa, kuin kotimaa tää pohjoinen, maa kallis isien! On maamme köyhä, siksi jää, jos kultaa kaivannet Sen vieras kyllä hylkäjää, mut meille kallein maa on tää, sen salot, saaret, manteret, ne meist on kultaiset. Ovatpa meille rakkahat koskemme kuohuineen, ikuisten honkain huminat, täht'yömme, kesät kirkkahat, kaikk'kuvineen ja lauluineen mi painui sydämeen. Täss auroin, miekoin, miettehin isämme sotivat, kun päivä piili pilvihin tai loisti onnen paistehin, täss Suomen kansan vaikeimmat he vaivat kokivat. Tään kansan taistelut ken voi ne kertoella, ken? Kun sota laaksoissamme soi, ja halla näläntuskan toi, ken mittasi sen hurmehen ja kärsimykset sen? Täss on sen veri virrannut hyväksi meidänkin, täss iloaan on nauttinut ja murheitansa huokaillut se kansa, jolle muinaisin kuormamme pantihin. Tääll' olo meill on verraton ja kaikki suotuisaa, vaikk onni mikä tulkohon, maa isänmaa se meillä on. Mi maailmass on armaampaa ja mikä kalliimpaa? Ja tässä, täss' on tämä maa, sen näkee silmämme. me kättä voimme ojentaa ja vettä rantaa osoittaa ja sanoa: kas tuoss' on se, maa armas isäimme. Jos loistoon meitä saatettais vaikk' kultapilvihin, mis itkien ei huoattais, vaan tärkein riemun sielu sais, ois tähän köyhään kotihin halumme kuitenkin. Totuuden, runon kotimaa maa tuhatjärvinen miss' elämämme suojan saa, sa muistojen, sa toivon maa, ain ollos, onnees tyytyen, vapaa ja iloinen. Sun kukoistukses kuorestaan kerrankin puhkeaa, viel lempemme saa nousemaan sun toivos, riemus loistossaan, ja kerran, laulus synnyinmaa korkeemman kaiun saa. |